# Henri Quittard
Henri Charles Etienne Quittard (* 13. Mai 1864 in Clermont-Ferrand; † 21. Juli 1919 in Paris) war ein französischer Musikwissenschaftler und Musikkritiker.
Quittard war Schüler Cesar Francks. Er widmete sich hauptsächlich musikgeschichtlichen Studien. Sein Hauptinteresse galt der französischen Musik des 16. und 17. Jahrhunderts. Quittard war Lektor an der Ecole des Hautes Etudes Sociales in Paris, Musikkritiker für Le Matin und Le Figaro und ab 1912 Archivar der Opéra.